# Petromyzontidae
Los petromizóntidos (Petromyzontidae) son una familia de agnatos de la clase Hyperoartia. Son semejantes externamente a las anguilas, aunque no están emparentados con ellas; tienen el cuerpo gelatinoso, cilíndrico, sin escamas y muy resbaladizo. Son marinas o de agua dulce, y se distribuyen por las aguas tropicales y templadas del planeta además de ser ovovivíparas.

## Taxonomía
Se reconocen los siguientes géneros y especies:
- Petromyzon Linnaeus, 1758
  - Petromyzon marinus Linnaeus, 1758 (Lamprea de mar)
- Ichthyomyzon Girard, 1858
  - Ichthyomyzon bdellium (D. S. Jordan, 1885) (Lamprea de Ohio)
  - Ichthyomyzon castaneus Girard, 1858
  - Ichthyomyzon fossor Reighard & Cummins, 1916 (Lamprea de río boreal)
  - Ichthyomyzon gagei Hubbs & Trautman, 1937 (Lamprea de río austral)
  - Ichthyomyzon greeleyi Hubbs &Trautman, 1937 (Lamprea de río de montaña)
  - Ichthyomyzon unicuspis Hubbs &Trautman, 1937 (Lamprea de plata)
- Caspiomyzon Berg, 1906
  - Caspiomyzon graecus (Renaud & Economidis, 2010)
  - Caspiomyzon hellenicus (Vladykov, Renaud, Kott & Economidis, 1982)
  - Caspiomyzon wagneri (Kessler, 1870) (Lamprea del Caspio)
- Tetrapleurodon Creaser & Hubbs, 1922
- Entosphenus Gill, 1862
- Lethenteron Creaser & Hubbs, 1922
  - Lethenteron camtschaticum (Tilesius, 1811) (Lamprea del Ártico)
  - Lethenteron kessleri (Anikin, 1905) (Lamprea de río siberiana)
  - Lethenteron matsubarai (Vladykov & Kott, 1978)
  - Lethenteron ninae Naseka, Tuniyev & Renaud, 2009
  - Lethenteron reissneri (Dybowski, 1869)
- Eudontomyzon Regan, 1911
  - Eudontomyzon danfordi Regan, 1911 (Lamprea de los Cárpatos)
  - Eudontomyzon lanceolata (Kux & Steiner, 1972) (Lamprea turca de río)
  - Eudontomyzon mariae (Berg, 1931) (Lamprea ucraniana de río)
  - Eudontomyzon stankokaramani M. Karaman, 1974
  - Eudontomyzon vladykovi Oliva & Zanandrea, 1959 (Lamprea del río Danubio)
- Lampetra Bonnaterre, 1788
  - Lampetra aepyptera (Abbott, 1860)
  - Lampetra alaskensis (Vladykov & Kott, 1978) (Lamprea de río de Alaska)
  - Lampetra appendix (DeKay, 1842) (Lamprea de río americana)
  - Lampetra ayresii (Günther, 1870)
  - Lampetra fluviatilis (Linnaeus, 1758) (Lamprea de río)
  - Lampetra folletti (Vladykov & Kott, 1976)
  - Lampetra geminis (Álvarez, 1964) (Lamprea de río mexicana)
  - Lampetra hubbsi (Vladykov & Kott, 1976)
  - Lampetra lamottei (Lesueur, 1827)
  - Lampetra lethophaga (Hubbs, 1971)
  - Lampetra macrostoma (Beamish, 1982) (Lamprea de Vancouver)
  - Lampetra minima (C. E. Bond & Kan, 1973) (Lamprea del lago Miller)
  - Lampetra morii Berg, 1931 (Lamprea coreana)
  - Lampetra planeri (Bloch, 1784) (Lamprea de río europea)
  - Lampetra richardsoni (Vladykov & Follett, 1965)
  - Lampetra similis (Vladykov & Kott, 1979) (Lamprea del río Klamath)
  - Lampetra spadiceus (Bean, 1887) (Lamprea mexicana)
  - Lampetra tridentata (J. Richardson , 1836) (Lamprea del Pacífico)
  - Lampetra zanandreai (Vladykov, 1955) (Lamprea del Po)